# Saidai-ji
Le Saidai-ji (西大寺) est un temple bouddhiste situé à Nara, au Japon. C'est le principal temple du bouddhisme shingon ritsu. Son nom est le contraire de celui du Tôdai-ji ; Saidai-ji signifie : « grand temple de l'Ouest ».
Le temple a été construit pour la première fois en 765 durant l'ère Tenpyō sous le règne de l'impératrice Shotoku. Au début, le temple comptais plusieurs bâtiments qui étaient considérés comme des lieux calmes et prospères. En 846, un incendie détruit la majorité de ces bâtiments. Une première reconstruction a été mise en place au cours de l'époque Kamakura (1185-1333) , ce projet fut dirige par Eison, le fondateur de la secte Shingon Risshu du bouddhisme. Néanmoins, cela n'empêcha pas le temple de se redétruire a cause d'un deuxième incendie, qui se passa pendant la période des Royaumes combattants . Les bâtiments que l'on peut observer a nos jours ont été construits au milieu de l'époque Edo (1603-1868). Initiée par Eison il y a des siècles, la « grande cérémonie du thé » est toujours un événement populaire au sein du temple Saidai-ji.

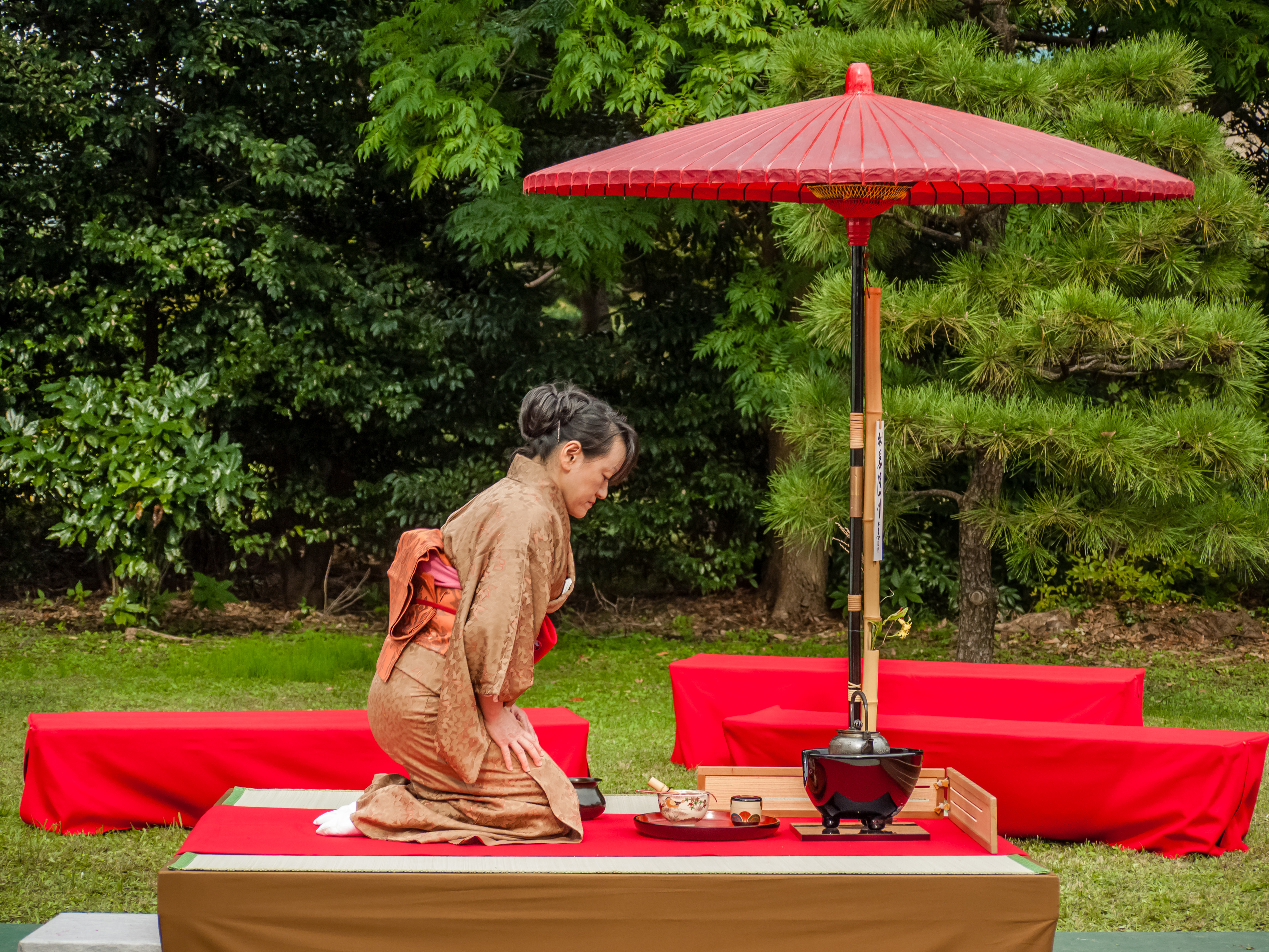
Japan tea ceremony